# Der Sonnblick ruft
Der Sonnblick ruft ist ein mit einfachsten Mitteln hergestellter österreichischer Heimatfilm aus dem Jahr 1952 von Eberhard Frowein mit Marianne Wischmann und den Genrealtstars Eduard Köck und Sepp Rist sowie dem zur Drehzeit zehnjährigen Fritz von Friedl in den Hauptrollen. Der Geschichte liegt der gleichnamige Roman von Edmund Josef Bendl zugrunde.

## Handlung
Einsam wacht der alte Wetterwart Peter Maylechner auf der Sonnblick-Station in den Hohen Tauern, wo das berühmte Observatorium seinen Platz gefunden hat. Der knorrige, greise Mann ist das große Vorbild für den halbwüchsigen Hermann Loitfellner, seinen Enkel. Dieser möchte dem Großvater unbedingt nacheifern und ebenfalls, wenn er einmal groß ist, auf der Sonnblick-Station in aller Abgeschiedenheit seinen Dienst tun. Obwohl der Zugang für Unbefugte auf der Station absolut verboten ist, klettert der Junge hinauf. Dabei wird er inmitten des Winters von einem Schneesturm überrascht.
Der Alte rettet seinen Enkel, und der darf an seiner Seite bleiben. Doch Maylechner wird kurz darauf krank und stirbt. Sein Nachfolger heißt Prof. Dr. Peter Steiner und ist promovierter Meteorologe. Bald freunden sich er und der Junge miteinander an. Auch Steiners zunächst ziemlich skeptische Braut Betty Werner kann Klein-Hermann vom abgeschiedenen Leben auf einer Wetterstation überzeugen. Der neue Wetterwart gibt dem begeisterungsfähigen Jungen das Versprechen, ihm bei seinem Herzenswunsch zu helfen, Meteorologie zu studieren und eines Tages in die Fußstapfen des verstorbenen Großvaters zu treten.

## Produktionsnotizen

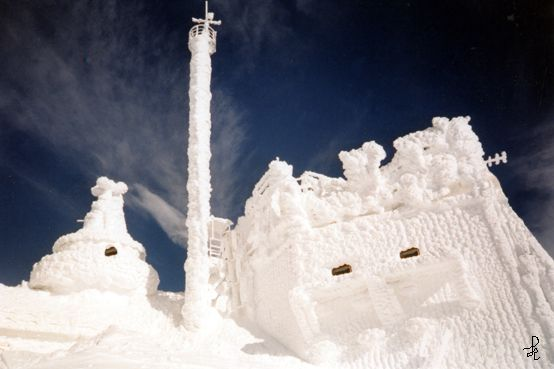
Drehort Sonnblick-Observatorium im Winter

Der Sonnblick ruft entstand 1951/52 im Atelier von Wien-Kalvarienberg sowie am Großglockner und Umgebung, den Hohen Tauern und auf dem Sonnblick-Observatorium. Die Uraufführung erfolgte am 8. April 1952 in Wien, die deutsche Premiere war am 27. Februar 1953 in München, Stuttgart und Nürnberg.
H. B. Ginda und Josef Prack übernahmen die Produktionsleitung. Gustav Abel gestaltete die Filmbauten.

## Kritik
Im Filmdienst heißt es: „Technische und dramaturgische Unbeholfenheit beeinträchtigen die moralisch bemühte Grundidee und die schlichte Handlung.“